# Pugilato ai Giochi della XXI Olimpiade
Gli incontri di pugilato ai Giochi della XXI Olimpiade furono disputati tra il 18 ed il 31 luglio 1976 presso la Maurice Richard Arena di Montréal, Canada. In totale parteciparono 266 pugili provenienti da 54 paesi.

## Podi
| Evento                        | Oro               | Argento            | Bronzo                            |
| Pesi mosca leggeri (dettagli) | Jorge Hernández   | Li Byong-Uk        | Orlando Maldonado Payao Poontarat |
| Pesi mosca (dettagli)         | Leo Randolph      | Ramón Duvalón      | Leszek Błażyński David Torosjan   |
| Pesi gallo (dettagli)         | Gu Yong-jo        | Charles Mooney     | Patrick Cowdell Viktor Rybakov    |
| Pesi piuma (dettagli)         | Ángel Herrera     | Richard Nowakowski | Leszek Kosedowski Juan Paredes    |
| Pesi leggeri (dettagli)       | Howard Davis      | Simion Cuţov       | Ace Rusevski Vasilij Solomin      |
| Pesi superleggeri (dettagli)  | Sugar Ray Leonard | Andrés Aldama      | Vladimir Kolev Kazimierz Szczerba |
| Pesi welter (dettagli)        | Jochen Bachfeld   | Pedro Gamarro      | Reinhard Skricek Victor Zilberman |
| Pesi superwelter (dettagli)   | Jerzy Rybicki     | Tadija Kačar       | Rolando Garbey Viktor Savčenko    |
| Pesi medi (dettagli)          | Michael Spinks    | Rufat Riskiev      | Alec Năstac Luis Felipe Martínez  |
| Pesi mediomassimi (dettagli)  | Leon Spinks       | Sixto Soria        | Costică Dafinoiu Janusz Gortat    |
| Pesi massimi (dettagli)       | Teófilo Stevenson | Mircea Şimon       | Clarence Hill John Tate           |

## Medagliere
| Posizione | Paese            |    |    |    | Totale |
| --------- | ---------------- | -- | -- | -- | ------ |
| 1         | Stati Uniti      | 5  | 1  | 1  | 7      |
| 2         | Cuba             | 3  | 3  | 2  | 8      |
| 3         | Germania Est     | 1  | 1  | 0  | 2      |
| 3         | Corea del Nord   | 1  | 1  | 0  | 2      |
| 5         | Polonia          | 1  | 0  | 4  | 4      |
| 6         | Romania          | 0  | 2  | 3  | 5      |
| 7         | Unione Sovietica | 0  | 1  | 4  | 5      |
| 8         | Jugoslavia       | 0  | 1  | 1  | 2      |
| 9         | Venezuela        | 0  | 1  | 0  | 1      |
| 10        | Bermuda          | 0  | 0  | 1  | 1      |
| 10        | Bulgaria         | 0  | 0  | 1  | 1      |
| 10        | Germania Ovest   | 0  | 0  | 1  | 1      |
| 10        | Gran Bretagna    | 0  | 0  | 1  | 1      |
| 10        | Messico          | 0  | 0  | 1  | 1      |
| 10        | Portogallo       | 0  | 0  | 1  | 1      |
| 10        | Thailandia       | 0  | 0  | 1  | 1      |
| Totale    | Totale           | 11 | 11 | 22 | 44     |